# Electronica 1: The Time Machine
| Совокупная оценка | Совокупная оценка |
| Источник          | Оценка            |
| ----------------- | ----------------- |
| Metacritic        | 63/100            |
| Оценки критиков   |                   |
| Источник          | Оценка            |
| The Guardian      | [ 2 ]             |
| Pitchfork         | 4.0/10            |

Electronica 1: The Time Machine — семнадцатый студийный альбом французского композитора и исполнителя электронной музыки Жана-Мишеля Жарра. Выпущен 16 октября 2015 года лейблом Columbia Records. Он был записан в сотрудничестве с 15 музыкантами, включая Винса Кларка, Gesaffelstein, M83, Армина Ван Бюрена, Джона Карпентера, Роберта «3D» Дель Ная из группы Massive Attack, Пита Таунсенда (из группы The Who) и ныне покойного Эдгара Фрёзе из группы Tangerine Dream. Совместная работа с Жарром была одним из последних проектов Фрёзе перед его смертью в январе 2015 года.
20 апреля 2015 года Жарр анонсировал трек «Conquistador», ставший результатом его совместной работы с французским техно продюсером Gesaffelstein. Вторая совместная работа, на этот раз с французской электронной группой M83 под названием «Glory» была анонсирована 15 мая 2015 года. Видеоклип к этой композиции был выпущен 23 июня 2015 года. Третья совместная работа с немецкой электронной группой Tangerine Dream была анонсирована 22 июня 2015 года.
Эти совместные работы рекламировались несколько месяцев в 2015 году, после чего 10 июля 2015 года Жарром был объявлен сам альбом под рабочим названием «E-project». Это был его первый альбом с новой музыкой после альбома 2007 года Téo & Téa. Альбом стал доступен для предварительного заказа, также были объявлены два набора дисков с ограниченным тиражом.
28 августа 2015 года были объявлены подробности о новом альбоме и его название Electronica 1: The Time Machine. Одновременно была анонсирована совместная работа с Литл Бутс под названием «If..!». В видеоролике, сопровождающем анонс Жан-Мишель Жарр рассказывает об идее этого альбома и о том, как все его фрагменты собрались воедино. В мае 2016 года была выпущена вторая часть альбома.

## Об альбоме
В интервью журналу Billboard Жарр сказал об этом альбоме: «Я хотел немного рассказать об истории электронной музыки и её наследии, исходя из собственного опыта и взглядов, с тех дней, когда я начинал, до современности. Я собирался сочинять и сотрудничать с множеством музыкантов, которые прямо или косвенно связаны с электронной музыкой, с людьми, которыми я восхищаюсь за их исключительный вклад в наш жанр, которые представляют собой источник вдохновения для меня в течение четырёх десятилетий, на протяжении которых я создаю музыку, и которые, в то же время, имеют сразу узнаваемый звук. В начале я понятия не имел как будет развиваться этот проект, но я был рад, что все к кому я обратился, приняли моё приглашение».
Начало проекту «E-project» было положено в 2011 году совместной работой с Дэвидом Линчем.

## Список композиций
| №                   | Название                                     | Автор(ы)                                 | Длительность |
| ------------------- | -------------------------------------------- | ---------------------------------------- | ------------ |
| 1.                  | «The Time Machine» (с Boys Noize)            | Jarre Alexander Ridha                    | 3:54         |
| 2.                  | «Glory» (с M83)                              | Jarre Anthony Gonzalez                   | 4:12         |
| 3.                  | «Close Your Eyes» (с Air)                    | Jarre Nicholas Godin Jean-Benoit Dunckel | 6:15         |
| 4.                  | «Automatic (Part 1)» (с Винсом Кларком)      | Jarre Vince Clarke                       | 3:06         |
| 5.                  | «Automatic (Part 2)» (с Винсом Кларком)      | Jarre Vince Clarke                       | 3:03         |
| 6.                  | «If..!» (с Литл Бутс)                        | Jarre Victoria Hesketh                   | 3:13         |
| 7.                  | «Immortals» (с Fuck Buttons)                 | Jarre Benjamin Power Andrew Hung         | 4:24         |
| 8.                  | «Suns Have Gone» (с Моби)                    | Jarre Richard Melville Hall              | 5:55         |
| 9.                  | «Conquistador» (с Gesaffelstein)             | Jarre Mike Lévy                          | 3:09         |
| 10.                 | «Travelator (Part 2)» (с Питом Таунсендом)   | Jarre Pete Townshend                     | 3:10         |
| 11.                 | «Zero Gravity» (с Tangerine Dream)           | Jarre Edgar Froese                       | 7:12         |
| 12.                 | «Rely on Me» (с Лори Андерсон)               | Jarre Laurie Anderson                    | 2:54         |
| 13.                 | «Stardust» (с Армином Ван Бюреном)           | Jarre Armin Van Buuren                   | 4:37         |
| 14.                 | «Watching You» (с «3D» из Massive Attack)    | Jarre Robert Del Naja Euan Dickinson     | 4:09         |
| 15.                 | «A Question of Blood» (с Джоном Карпентером) | Jarre John Carpenter                     | 2:58         |
| 16.                 | «The Train & The River» (с Лан Ланом)        | Jarre                                    | 7:13         |
| Общая длительность: | Общая длительность:                          | Общая длительность:                      | 68:20        |

| №   | Название                            | Длительность |
| --- | ----------------------------------- | ------------ |
| 17. | «Continuous Mix» (недоступен в США) | 70:27        |
| 18. | «Glory» (с M83) (видео)             | 3:07         |
| 19. | «If..!» (с Литл Бутс) (видео)       | 2:59         |